# 名捕震关东
《名捕震关东》（英語：Musketeers and Princess）是2003年在中国大陆上映的古装武侠剧，改编自温瑞安武侠小说《四大名捕》，导演崔凤娟、韩东、王响伟，主演吴奇隆、任泉、范冰冰、左小青。

## 剧情
《名捕震关东》讲述了明朝嘉靖年间四大名捕的故事。

## 演员
- 吴奇隆 出演 无情/伊藤，东瀛人，四大名捕老二。
- 任泉 出演 冷血，四大名捕老大。
- 范冰冰 出演 宁安公主，冷血的爱慕对象。
- 左小青 出演 雅风，无情的爱慕对象。
- 王九胜 出演 铁手，四大名捕老三。
- 卢星宇 出演 追命，四大名捕老四。
- 董志华 出演 诸葛神侯，四大名捕的师傅。
- 张铁林 出演 嘉靖帝
- 任袁媛 出演 柔雪
- 慕青 出演 飘花
- 刘嘉悦 出演 宝银，公主的侍女。
- 陈继铭 出演 薛敬，诸葛神侯的私生子。
- 陈莹 出演 上官瑶红
- 戴春荣 出演 兰妃
- 王响伟 出演 温太师
- 高峰 出演 温世安
- 褚娇月 出演 秋菱
- 韩东 出演 大谷勇
- 张莛 出演 蓝小月
- 葛蕾 出演 玉碧娘
- 陈军 出演 托罗
- 张亚坤 出演 李猷
- 杨戈 出演 龙仙
- 蔡玲飞 出演 春梅
- 廖琪瑛 出演 桂香
- 张辰 出演 狗儿

## 曲目
| 曲序 | 曲目                   |        | 作曲   | 歌手   |
| ---- | ---------------------- | ------ | ------ | ------ |
| 1.   | 《好风长吟》（主题曲） | 高晓松 | 高晓松 | 刘欢   |
| 2.   | 《宁愿洒脱》（片尾曲） | 陈少琪 | 谢杰   | 吴奇隆 |